# Eli Ayers
Eli Ayers (nacido el 9 de mayo de 1778, fallecido el 25 de abril de 1822), fue un médico y el primer agente colonial de Sociedad Americana de Colonización en el territorio que posteriormente se convertiría en Liberia. Nació en 1778 en Shiloh, Nueva Jersey y se casó con Elizabeth West en 1812. Practicó la medicina en Woodbury, Nueva Jersey. El 7 de agosto de 1821 se embarcó en Nueva York en el USS Shark hacia África Occidental. Junto con Robert F. Stockton del USS Alligator negoció un tratado forzoso con seis reyes tribales para adquirir terrenos en Cabo Mesurado. Actuó como agente colonial de la Sociedad Americana de Colonización desde el 15 de diciembre de 1821 hasta su muerte el 25 de abril de 1822.